# Алан Емпереур
Алан Перейра Емпереур (порт. Alan Pereira Empereur, нар. 10 березня 1994, Іпатінга, штат Мінас-Жерайс) — бразильський футболіст, захисник клубу «Палмейрас».

## Біографія
Алан Емпереур народився в Іпатінзі, і пройшовши через кілька молодіжних шкіл зумів потрапити в академію «Атлетіко Мінейро». В ході одного з молодіжних турнірів в 2007 році його помітили італійські селекціонери, і в 2008 році 14-річний захисник приєднався до прімавери «Фіорентини». Завдяки італійським корінням бразилець досить швидко отримав паспорт громадянина Італії і не вважався легіонером. Він успішно виступав за молодіжну команду «фіалок», був її капітаном, але в основному складі так і не дебютував.
У серпні 2014 року Емпереур вперше перейшов на правах оренди в команду «Іскія». У дорослому футболі він дебютував 31 серпня 2014 року в матчі італійської Серії C проти «Беневенто», програному з рахунком 0:1. У лютому 2015 року захисник пішов в оренду в «Ліворно», та 7 лютого дебютував в Серії B. Алан вийшов на заміну на 83 хвилині домашнього матчу «Ліворно» проти «Барі» за рахунку 3:2. У час, що залишився його команда забила ще два м'ячі і виграла 5:2. Однак до кінця сезону бразилець більше на полі не з'являвся.
У липні 2015 року Емпереур перейшов у «Терамо» і встиг зіграти за цю команду один матч в Кубку Італії проти « Читаделли» (0:2), але після того як команду через договірні матчі виключили з Серії В сезону 2015/16, вже в кінці серпня на правах вільного агента перейшов до «Салернітани». Провівши досить успішний сезон, Алан перейшов в «Фоджу», з якою за підсумками сезону 2016/17 вийшов до Серії В.
У першій половині 2018 року виступав за «Барі» на правах оренди. Влітку того ж року перейшов у «Верону». 18 травня 2019 року забив свій перший гол у професійній кар'єрі. Цей гол став переможним у матчі плей-оф за вихід в Серію A проти «Перуджі». Гра завершилася в додатковий час перемогою «Верони» 4:1. 3 листопада 2019 року Алан Емпереур вперше зіграв у вищому дивізіоні. У матчі 11 туру італійської Серії A «Верона» вдома обіграла «Брешію» з рахунком 2:1, а бразилець відіграв весь матч і заробив жовту картку.
Втім основним гравцем Алан не став, провівши за рік лише 14 ігор Серії А і у листопаді 2020 року на правах оренди до червня 2021 року перейшов в «Палмейрас» . Він дебютував за команду, а також вперше зіграв на професіональному рівні в рідній Бразилії, в матчі Кубка Бразилії проти «Сеари». 11 листопада 2020 року «зелені» розгромили суперника з рахунком 3:0, а Емпереур вийшов на заміну на 70-й хвилині. 28 листопада дебютував і в бразильській Серії A. У домашній грі «Палмейрас» розгромив з рахунком 3:0 «Атлетіко Паранаенсе», і Емпереур також з'явився на полі в середині другого тайму .
У розіграші Кубка Лібертадорес 2020 зіграв у чотирьох матчах, в тому числі вийшов на останніх хвилинах в переможному фіналі проти «Сантоса», допомігши своїй команді виграти цей турнір.

## Досягнення
- Володар Кубка Лібертадорес (1): 2020
- Володар Кубка Бразилії (1): 2020